# Erionita-K
L'erionita-K és un mineral de la classe dels silicats que pertany al grup de la zeolita. El seu nom prové del mot grec εριον (erion) que significa llana, en al·lusió a l'aparença del mineral. El sufix -K indica que el potassi és el catió dominant.

## Característiques
L'erionita-K és un tectosilicat de fórmula química K10[Si26Si10O72]·30H₂O. Cristal·litza en el sistema hexagonal. La seva duresa a l'escala de Mohs és de 3,5 a 4.
Segons la classificació de Nickel-Strunz, l'erionita-K pertany a «02.GD: Tectosilicats amb H₂O zeolítica; cadenes de 6-enllaços – zeolites tabulars» juntament amb els següents minerals: gmelinita-Ca, gmelinita-K, gmelinita-Na, willhendersonita, cabazita-Ca, cabazita-K, cabazita-Na, cabazita-Sr, cabazita-Mg, levyna-Ca, levyna-Na, bellbergita, erionita-Ca, erionita-Na, offretita, wenkita, faujasita-Ca, faujasita-Mg, faujasita-Na, maricopaïta, mordenita, dachiardita-Ca, dachiardita-Na, epistilbita, ferrierita-K, ferrierita-Mg, ferrierita-Na i bikitaïta.

## Formació i jaciments
L'erionita-K va ser descoberta a Rome, al comtat de Marion (Oregon, Estats Units). També ha estat descrita a Alemanya, el Canadà, altres indrets dels EUA, Nova Zelanda, el Regne Unit, la República Txeca, Ucraïna i la Xina.